# حجت‌آباد (نرماشیر)
حجت‌آباد، روستایی در دهستان مؤمن‌آباد بخش روداب شهرستان نرماشیر در استان کرمان ایران است.

## جمعیت
بر پایه سرشماری عمومی نفوس و مسکن در سال ۱۳۹۵، جمعیت این روستا برابر با ۳۶۶ نفر (۱۱۵ خانوار) بوده‌است.